# As-Suwayda (plaats)
As-Suwayda ook wel Swaida is een plaats in het Syrische gouvernement As-Suwayda en telt 63.324 inwoners (2008). In de stad wonen veel Druzen.
De stad was in juli 2025 het toneel van zware gevechten tussen bedoeïenenstammen, bijgestaan door het Syrische leger, en druzen - waarbij Israël zich met bombardementen (tot zelfs op Damascus) in de strijd mengde aan de zijde van de druzen. Een onbekend aantal doden, honderden aan beide kanten, viel te betreuren. 

## Trivia
- De vader van componist, zanger en acteur Farid al-Atrash en zijn zus zangeres Asmahan kwam uit As-Suwayda.